# Mathias Joseph Scheeben

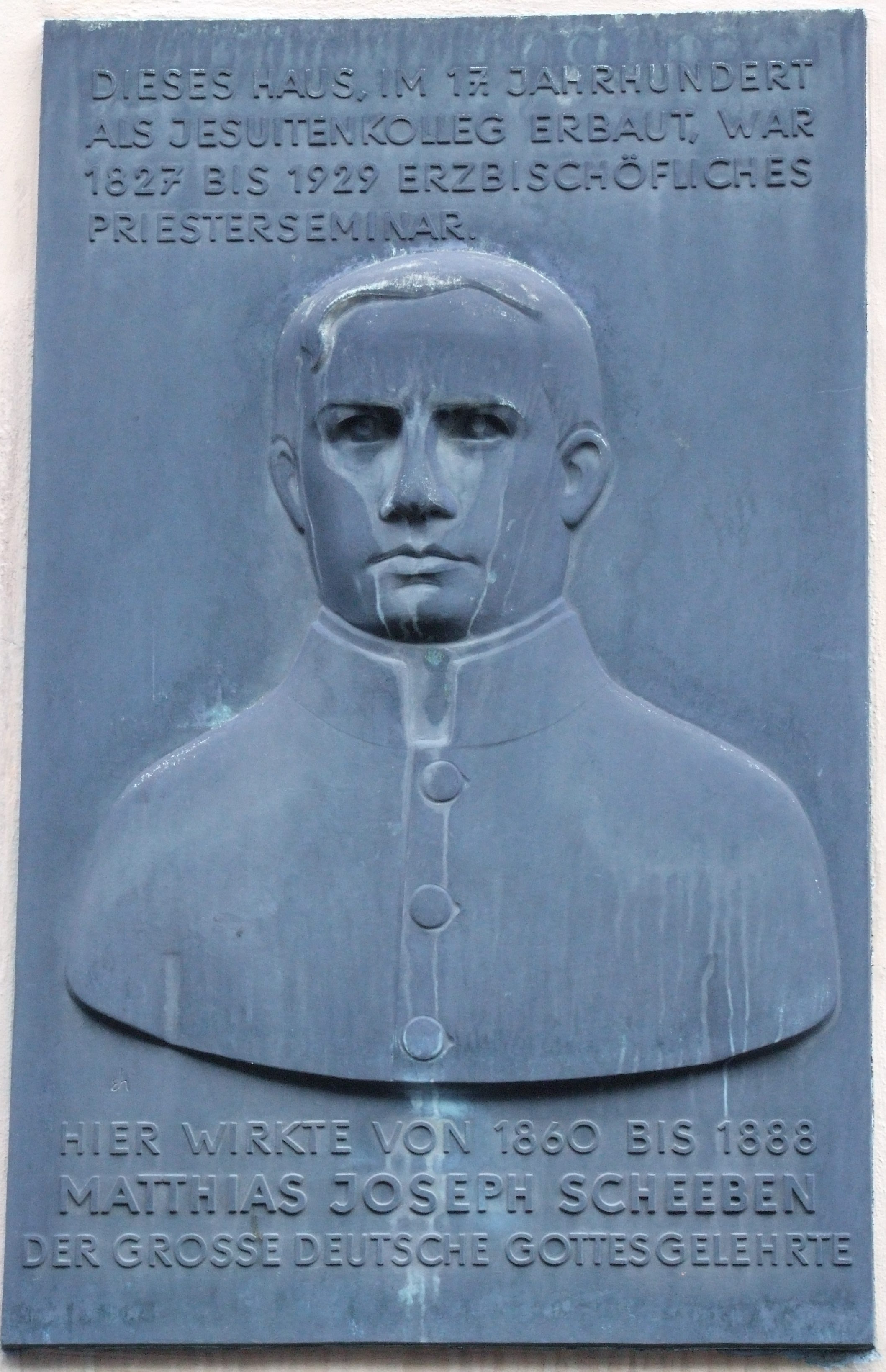
Ehrenplakette am ehem. Gebäude des Dreikönigsgymnasiums in Köln

Matthias Joseph Scheeben (* 1. März 1835 in Meckenheim bei Bonn; † 21. Juli 1888 in Köln) war ein deutscher katholischer Theologe. Katholischen Gelehrten des 20. Jahrhunderts galt Scheeben als „bedeutendster spekulativer und dogmatischer Theologe der letzten Jahrhunderte“; 1935 wurde er von Papst Pius XI. als „geniale Persönlichkeit“ bezeichnet.

## Leben

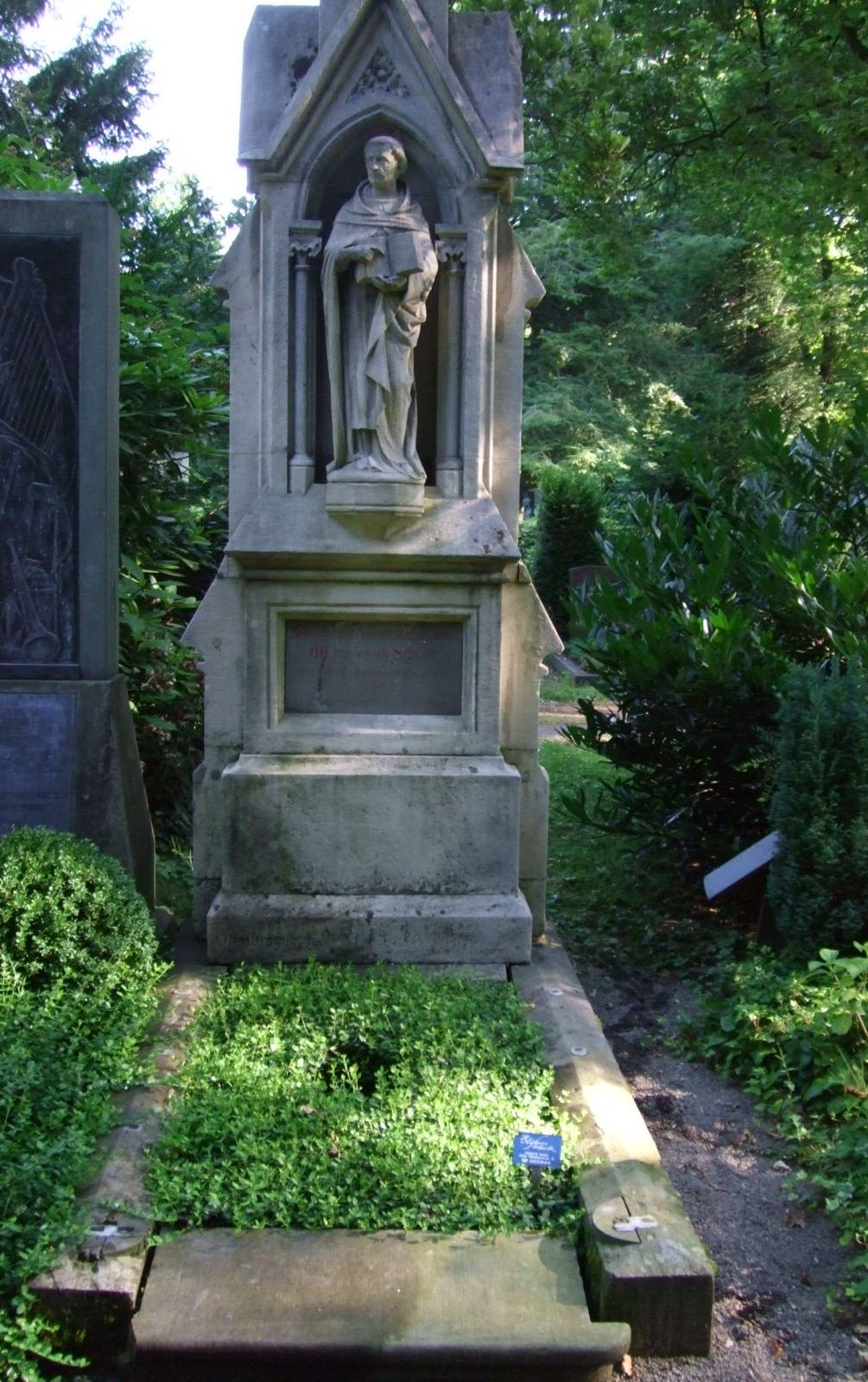
Grab (Friedhof Melaten)

Mathias Joseph Scheeben, eines von acht Kindern des Hufschmieds Wilhelm Scheeben und dessen Ehefrau Susanna Lützenkirchen, besuchte zunächst die Schule in Münstereifel. Sein Abitur absolvierte er am Marzellengymnasium in Köln. Er trat in das Kölner Priesterseminar ein und kam mit nur 18 Jahren nach Rom, lebte im Collegium Germanicum und studierte von 1852 bis 1858 an der Päpstlichen Universität Gregoriana, wo er auch in Theologie und Philosophie promoviert wurde. Die römischen Jahre waren bestimmend für sein späteres Wirken als Theologe. Er eignete sich eine gute Kenntnis der griechischen und lateinischen Kirchenväter wie auch der wichtigsten Theologen der Scholastik (Thomas von Aquin, Francisco Suarez u. a.) an. Seine Lehrer (Perrone, Passaglia, Franzelin, Schrader) gehörten zur sogenannten Römischen Schule. 1858 empfing er in Rom die Priesterweihe. Nach kurzer pastoraler Tätigkeit wurde er 1860 als Theologieprofessor an das Priesterseminar Köln berufen.
Scheeben starb 1888 im Alter von 53 Jahren und wurde auf dem Kölner Melaten-Friedhof (Flur 31) beigesetzt.

## Scheeben als katholischer Dogmatiker des 19. Jahrhunderts
Scheeben ist in erster Linie Dogmatiker. Darum interessieren ihn auch weniger die Tatsache und die Glaubwürdigkeit der christlichen Offenbarung – das war ja die Thematik der klassischen Apologetik, wie sie sich seit dem 18. Jahrhundert entwickelt hatte – als vielmehr ihr Inhalt. Der Inhalt der Offenbarung bildet ein organisches System übernatürlicher Wahrheiten, in dem es keinen Widerspruch gibt. Die innere Stimmigkeit der christlichen Offenbarung herauszustellen, ist die Aufgabe des Dogmatikers.
Scheeben ist auch weniger an der Auseinandersetzung mit der zeitgenössischen Philosophie bzw. mit Außenstehenden interessiert. Die Glaubensbegründung sieht er in der theologischen Selbstbesinnung des Glaubens, in der Rechenschaft des Glaubens vor sich selbst. Das aber ist auch schon Fundamentaltheologie im modernen Sinn. Scheeben hat dies jedoch weder so gesehen noch so thematisiert. Aber sein Versuch, die dem christlichen Glauben immanente Vernünftigkeit zu thematisieren, fördert jene Tendenz in der Theologie des beginnenden 20. Jahrhunderts, welche aus der Offenbarung und des Glaubens heraus zu argumentieren versucht („Offenbarungstheologie“).
Insgesamt wirkt Scheeben mit seiner immanenten Glaubensrechtfertigung vor allem innerkatholisch, was allerdings nicht besagt, dass er nicht auch in der Auseinandersetzung um das Erste Vatikanische Konzil nach außen hin apologetisch aufgetreten wäre. Im sogenannten Kulturkampf verteidigt er die katholische Kirche gegen den Rationalismus, den Naturalismus wie auch den Liberalismus seiner Zeit.

## Scheebens theologische Erkenntnis- und Prinzipienlehre
Die größte Bedeutung kommt den Überlegungen Scheebens zu einer theologischen Erkenntnis- und Prinzipienlehre zu. Im Einzelnen betrifft das das Verhältnis von Glauben und Wissen, dem sogenannten „Lehrapostolat“ und seine Unfehlbarkeit wie die theologische Analyse des Glaubensaktes.
Gegenstand der theologischen Erkenntnislehre ist die Weitergabe der Offenbarung durch die Kirche, die Feststellung der Glaubenswahrheit und ihre wissenschaftliche Behandlung sowie Voraussetzungen und Methodik der Theologie. Scheeben unterscheidet zwischen den objektiven Prinzipien der theologischen Erkenntnis (Offenbarung und ihre Weitergabe, Lehrapostolat, Überlieferung) und der theologischen Erkenntnis in sich (Glaube, Glaubensakt, Glaube und Wissen).
Bemerkenswerterweise setzt die theologische Erkenntnislehre bei der Begegnung mit der sichtbaren Kirche an, die mit dem Anspruch auftritt, authentische Vermittlerin der Offenbarung Gottes zu sein.

## „Mysterium“ und „Übernatur“
In der Theologie Scheebens kommt der Kategorie des „Übernatürlichen“ zentrale Bedeutung zu.
Gegen die rationalistischen Strömungen seiner Zeit stellt er den übernatürlichen Charakter  der geoffenbarten Wahrheiten heraus. Eine übernatürliche Wahrheit ist zwar ein „Geheimnis“ (mysterium), aber kein Rätsel. Sie lässt sich logisch klar, d. h. ohne Widerspruch darlegen; ihr Inhalt ist allerdings Gegenstand des Glaubens. Vorrangiges Ziel seiner theologischen Bemühungen ist dabei, die organische Einheit des Natürlichen und des Übernatürlichen herauszustellen. Diesem Anliegen gelten seine Überlegungen zum Verhältnis von Natur und Gnade, von Wissen und Glauben, von Vernunft und Offenbarung.
Die Theologie grenzt er klar von der Philosophie ab, die für ihn Vernunftwissenschaft ist und den natürlichen Prinzipien der Vernunft folgt. Als Glaubenswissenschaft ist dagegen die Theologie ein System widerspruchsfreier Erkenntnisse, die sich aus geglaubten Sätzen aufbaut. Die Theologie hat ein eigenes Erkenntnisprinzip (das Wort Gottes) und ein eigenes Materialobjekt (Gott).

## Die Relation von Glaube und Vernunft
Scheeben beginnt sein theologisches Wirken in der Zeit vor dem I. Vatikanischen Konzil (1869–1870). Nach der Befreiung des Menschen aus seiner selbstverschuldeten Unmündigkeit (Kant) stellen sich einige erkenntnis- und wissenschaftstheoretische Fragen mit neuer Dringlichkeit: Theologie/Philosophie, Natur/Gnade, Glaube/Wissen, Vernunft/Glaube usw. sind Begriffspaare, in denen sich solche Fragen melden und nach Antwort verlangen.
Weder das rationalistische noch das fideistische (bzw. fundamentalistische) Denkmodell stellen aber wirkliche Antworten dar. Das erste Modell eliminiert überhaupt Glauben, Offenbarung und Theologie; das zweite Modell hebt die Vernunft im Glauben auf, lässt die Grenzen zum Aberglauben verschwimmen und setzt den Glaubensinhalt der Beliebigkeit aus. Die Trennung von Glaube und Vernunft führt zu einem „Zweistockwerksdenken“ (vgl. die Theorie der doppelten Wahrheit); die Vermischung von beiden steht dagegen am Beginn jedes Pan(en)theismus, wie er vor allem auch in der damaligen Romantik anzutreffen ist.
Scheeben widmet in den „Mysterien des Christentums“ (1. Aufl. 1865) den letzten Hauptteil (§§ 104–110) den erkenntnis- und wissenschaftstheoretischen Fragen der Theologie. In dem mehrbändigen späteren „Handbuch der katholische Dogmatik“ erscheint die „theologische Erkenntnislehre“ als erster Band (1873–75). In den „Mysterien“ setzt sich Scheeben in § 109 eigens mit dem Verhältnis von Glaube und Vernunft auseinander. Für ihn sind es zwei (subjektive) „Erkenntnisprinzipien“, zwei „Lichter“ (lumina), die zwar einer einzigen Quelle (Gott) entstammen, aber dennoch hinsichtlich ihres Gegenstandsbereiches unterschieden werden müssen. Die Vernunft bezieht sich auf die Natur (alles Weltliche), der Glaube auf das Übernatürliche (alles Nicht-Weltliche). In Bezug auf die Geheimnisse (Mysterien) des Christentums besteht zwischen beiden ein „Dienstverhältnis“, welches jedoch keine Unterwerfung oder Unterordnung der Vernunft unter den Glauben sein soll. Es ist kein Sklavenverhältnis. Die Vernunft spielt eine durchaus eigenständige und unersetzbare Rolle. Scheeben benutzt das Bild der Vermählung von Braut und Bräutigam, der (partnerschaftlichen) Beziehung von Mann und Frau. Die beiden Naturen in Christus bieten das Analogon für das Verhältnis von Vernunft und Glaube, von Philosophie und Theologie. Die Vernunft kann die theologische Erkenntnis von den Mysterien Gottes nicht aus sich heraus erzeugen „ohne den befruchteten Keim des Glaubens“, während der Glaube ohne die Vernunft seinen Inhalt nicht entfalten, entwickeln und erklären kann.

## Bedeutung und Wirkung
Scheeben gehört keiner theologischen Schule an und lässt sich auch in keine einordnen. Er ist auch kein Vertreter der „Römischen Schule“ in Deutschland, wenn er auch auf Grund seiner theologischen Ausbildung in Rom ihr ohne Zweifel nahesteht. Scheeben steht für einen theologischen Pluralismus zu einer Zeit, die sich damit schwer tat.
Seine Ausführungen sind nicht immer gerade klar – zumal dort, wo er auf Bilder und Symbole zurückgreift. Dies alles hat die Rezeption seines Werkes eher erschwert als erleichtert. Die verschiedensten Richtungen haben Scheeben gern für ihr eigenes Anliegen in Anspruch nehmen wollen.
Scheebens Ausführungen zum Eigencharakter der Theologie scheinen manchmal in die Nähe eines „Zweistockwerksdenkens“ zu geraten. Sein Bemühen einer „Vermählung“ von Philosophie und Theologie führt zu einer Zeit, da die großen philosophischen Systeme gescheitert sind, gewissermaßen zu einem theologischen Spätidealismus (so hat man u. a. von einem „Hegel der katholischen Theologie“ gesprochen), der der Geschichtlichkeit des Denkens wenig Rechnung trägt und (vor allem im Spätwerk) die Realitäten dem System unterzuordnen sucht.
Nach Eugen Paul entwickelt Scheeben eine durch Möhler (1796–1838) vermittelte „romantische Theologie“ römischer Prägung, die sich jedoch mit Hilfe der großen Repräsentanten der theologischen Tradition zu einem eigenständigen Entwurf herausbildet.

## Schriften (Auswahl)
- Natur und Gnade. Versuch einer systematischen, wissenschaftlichen Darstellung der natürlichen und übernatürlichen Lebensordnung im Menschen (Mainz 1861)
- Die Herrlichkeiten der göttlichen Gnade nach P. Eusebius Nieremberg, S.J. (Freiburg i.Br. 1862)
- Die Mysterien des Christentums. Wesen, Bedeutung und Zusammenhang derselben nach der in ihrem übernatürlichen Charakter gegebenen Perspektive dargestellt (Freiburg i.Br. 1865)
- Handbuch der katholischen Dogmatik (5 Bände, Freiburg i.Br. 1873–1887)